# Drahos János

Drahos János (Berezó, 1884. július 23. – Budapest, 1950. június 15.) választott püspök.

## Élete
Középiskoláit Nagyszombatban és Pozsonyban, a teológiát Budapesten végezte, ahol 1912-ben doktorált. 1909-ben szentelték pappá Komjáton. 1911-ben Selmecbányán káplánkodott és a református líceum hittanára volt.
1912-től Esztergomban érseki szertartó és levéltáros, 1914-től főszentszéki jegyző, 1915-től primárius titkár. 1921-1930 között Serédi Jusztinián hercegprímás oldalkanonokja. 1933-1939 kőzött az AC főegyházmegyei igazgatója. 1934-1938 között a Szatmári Irgalmasnővérek protektora, 1937-1950 között esztergomi általános érsekhelynök. 1945-ben káptalani helynök is.
1946-ban bíró volt Tóth Tihamér boldoggá avatásánál, amiről utóbb lemondott. 1948-1950 között helynökként a főegyházmegye kormányzója. XII. Piusz pápa 1950. június 12-én cristianopoli címzetes püspökké nevezte ki, de az értesítés már csak halála után érkezett meg.

## Művei
- 1912 A vérrokonság akadálya a kánonjogban. Esztergom.
- 1948 A szerzetesi élet szépségei. Budapest.